# زنبق زردبرگ
زنبق زردبرگ (نام علمی: Iris chrysophylla) نام یک گونه از سرده زنبق است.